# Лозано (певач)
Влатко Лозаноски, познатији под својим уметничким именом Лозано, јесте македонски певач. Најпознатији је по томе што је са Есмом Реџеповом представљао своју земљу на избору за Песму Евровизије 2013. у Малмеу, Шведској.

## Каријера
Његово прво јавно појављивање било је као део македонског талент шоуа Мак Звезди у септембру 2007. Месец дана касније, добио је главну награду на првом издању Македонског радио фестивала под називом Звездана ноћ. Отпевао је песму „Врати ме“, која је уједно и његов први сингл. Други сингл „Обичен без тебе“ је објавио 2008. У октобру 2008, са својим трећим синглом „Времето да застане" добио је награду од жирија фестивала „Макфест", тада најпрестижнијег фестивала у БЈР Македонији. Учествовао је на македонском избору за Песму Евровизије 2009 Скопје фесту са песмом „Блиску до мене“ и заузео четврто место. У јуну исте године наступа на фестивалу „Пјесма Медитерана“ у Будви, Црној Гори. У јулу је наступио на фестивалу Славјански базар у Витебску, Белорусији, где је освојио другу награду. Затим је заједно са Магдаленом Цветкоском са песмом „Ја сам твој анђео" наступио на фестивалу „Златна крила" у Молдавији, где су освојили друго место. Његов први албум изашао је 2010. Исте године је поново учествовао на Скопје фесту са песмом „Летим ка теби“, али је опет освојио четврто место.

## Евровизија 2013.
У децембру 2012, Македонска радио-телевизија је објавила да ће Лозано и Есма представљати БЈР Македонију на Песми Евровизије 2013. са песмом „Империја”. После негативних реакција на песму, као и веровања да је песма промоција пројекта „Скопље 2014”, 8. марта је више македонских новина објавило да ће „Империја” бити повучена. Одлучено је да ће Есма и Лозано певати песму „Пред да се раздени” која је објављена 15. марта 2013. У другом полуфиналу, БЈР Македонија се пласирала 16. од 17 држава и није прошла у финале.

## Дискографија

### Албуми
- Лозано 2010
- Преку седум мориња 2012
- Десет 2018

### Спотови
| Спот                        | Година | Режисер                       |
| --------------------------- | ------ | ----------------------------- |
| Обичен без тебе             | 2008   |                               |
| Сонце не ме грее            | 2009   |                               |
| Како ден јасно е            | 2010   | Владимир Митревски-Ѓуле       |
| Кога мене ќе ме немаш       | 2011   | Џулијани — РЕК продукција     |
| Нема ден,нема ноќ           | 2012   | Даниел Јовески                |
| Империја                    | 2013   |                               |
| If I Could Change The World | 2013   |                               |
| Мандарина                   | 2014   | Горила филмс/Огнен Шапковски  |
| Како тебе нема друга        | 2015   | Горила филмс/Горан Костадинов |
| Жена како ти                | 2016   | Горан Костадинов              |
| Бомбона                     | 2016   | Горила филмс                  |
| Ова лето ќе се памти        | 2017   | Веста Продакшн                |
| Километри                   | 2018   | Веста Продакшн                |
| Јако јако                   | 2018   | Даниел Јовески                |
| Надеж                       | 2018   | Бојан Тасетовић               |
| Мајко                       | 2019   | Даниел Јовески                |
| Не те вадам од памет        | 2019   | Даниел Јовески                |
| Вардаре                     | 2021   | Даниел Јовески                |
| После полноќ                | 2022   | Даниел Јовески                |
| Ме нервираш                 | 2022   | Даниел Јовески                |
| Маскенбал                   | 2024   | Даниел Јовески                |
| Бариера                     | 2024   | Даниел Јовески                |

### Наступи и награде
- Радиски Фестивал Звездана ноћ, Охрид, БЈР Македонија (2008) - Главна награда
- Макфест, Штип, БЈР Македонија - Главна награда
- Скопје фест (2009) - 4. место
- Пјесма Медитерана, Будва, Црна Гора (2009)
- Славјански Базар, Витебск, Белорусија (2009) - 2. место
- Golden Wings, Кишињев, Молдавија (2009) - 2. место
- Скопје фест (2010) - 4. место
- Sea Songs festival, Севастопољ, Украјина (2010) - 4. место